# Boxmeer (gemeente)

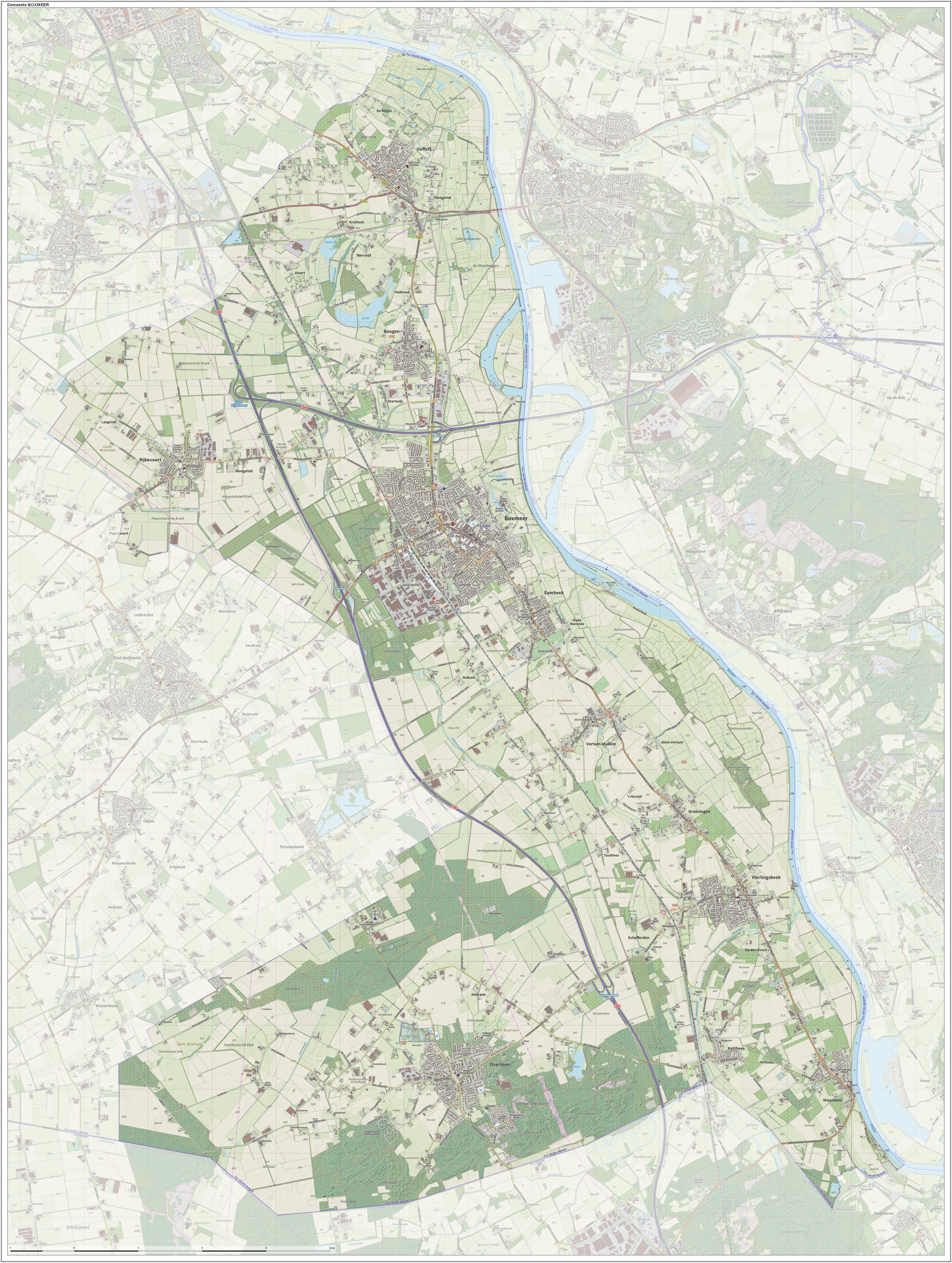
Topografische gemeentekaart van Boxmeer, juni 2019

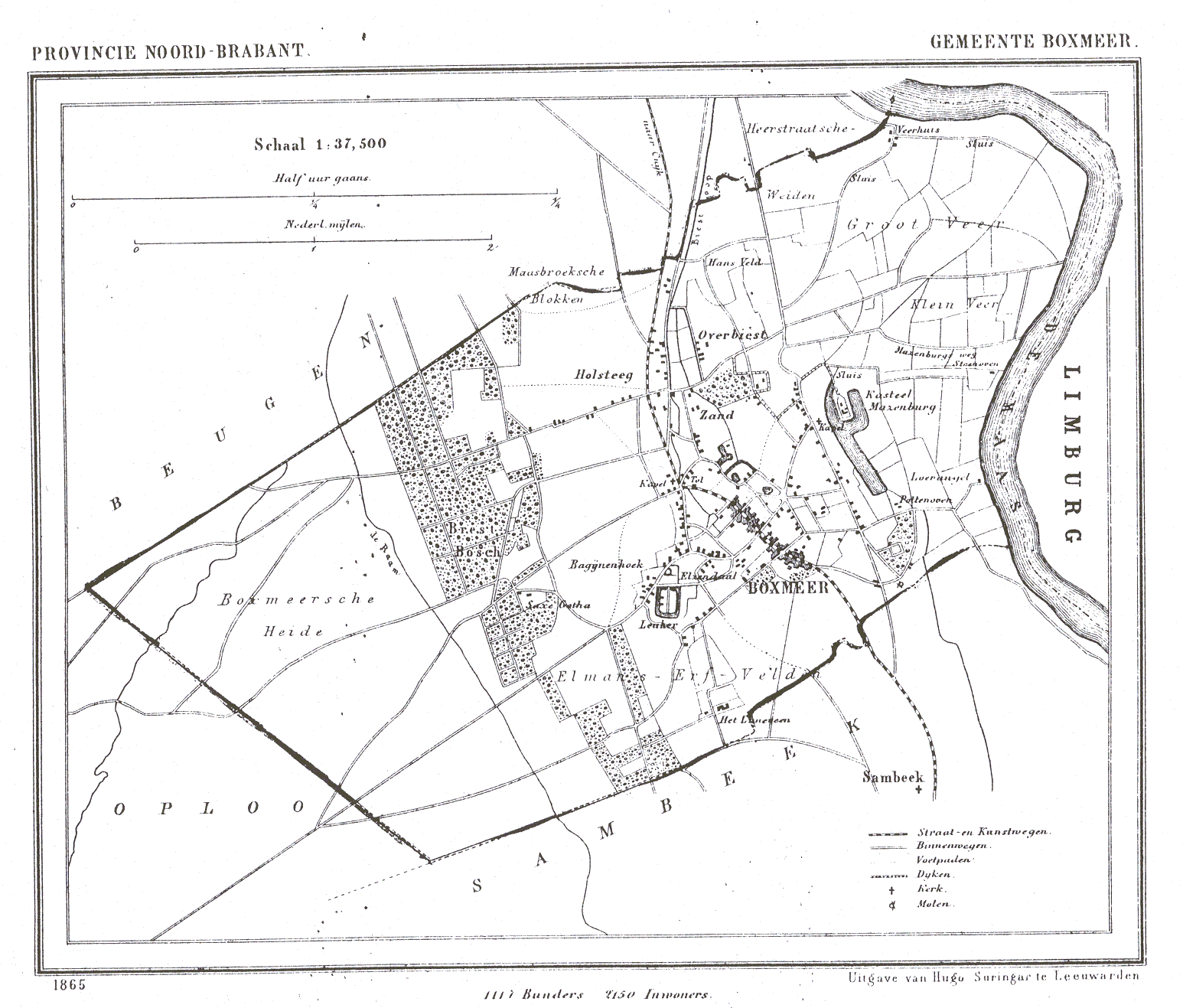
Boxmeer in 1865

Boxmeer (uitspraakⓘ) (Kleverlands: Boksmèr) was een gemeente in het oosten van de Nederlandse provincie Noord-Brabant. De hoofdplaats was Boxmeer. De gemeente Boxmeer hield met ingang van 1 januari 2022 op te bestaan en fuseerde per die datum met de voormalige gemeenten Cuijk, Mill en Sint Hubert, Grave en Sint Anthonis tot een nieuwe gemeente Land van Cuijk. 
De plaatsnaam kent in het lokale dialect een andere uitspraak (uitspraakⓘ).

## Geschiedenis
De kern van de gemeente vormt vanouds de vrije heerlijkheid Boxmeer. Zij bleef onafhankelijk van het Land van Cuijk, een onderdeel van het hertogdom Brabant. Toen Noord-Brabant Staats werd, werd Boxmeer een enclave waar het katholicisme vrij beleefd kon worden. Het bezit van Boxmeer ging over op de heren van den Bergh en op die van Hohenzollern-Sigmaringen.
In 1794 werd Boxmeer door revolutionair Frankrijk ingenomen. Pas in 1800 kwam het bij de Bataafse Republiek. Het dorp Sint Anthonis werd losgemaakt. In de loop van de tijd slokte de gemeente Boxmeer echter weer dorpen op: Sambeek en Beugen (in 1942), Rijkevoort, Oeffelt en Vortum-Mullem (in 1994) en de fusiegemeente Vierlingsbeek (in 1998).

## Ligging
De gemeente ligt aan de Maas en grenst aan de gemeenten (met de klok mee) Cuijk, Gennep, Bergen, Venray en Sint Anthonis. In 1998 ontstond de gemeente uit een fusie van gemeente Boxmeer en Vierlingsbeek. Vlak bij Boxmeer ligt in de uiterwaarden van de Maas het natuurgebied de Maasheggen.

## Kernen
Beugen, Boxmeer (gemeentehuis), Groeningen, Holthees, Maashees, Oeffelt, Overloon, Rijkevoort, Sambeek, Vierlingsbeek en Vortum-Mullem.
Aantal inwoners per woonkern op 1 januari 2023:
| Woonplaats (BAG) | Inwoners 2023 |
| ---------------- | ------------- |
| Beugen           | 1.930         |
| Boxmeer          | 12.545        |
| Groeningen       | 515           |
| Holthees         | 560           |
| Maashees         | 910           |
| Oeffelt          | 2.380         |
| Overloon         | 4.080         |
| Rijkevoort       | 1.695         |
| Sambeek          | 1.855         |
| Vierlingsbeek    | 2.575         |
| Vortum-Mullem    | 785           |

## Foto's

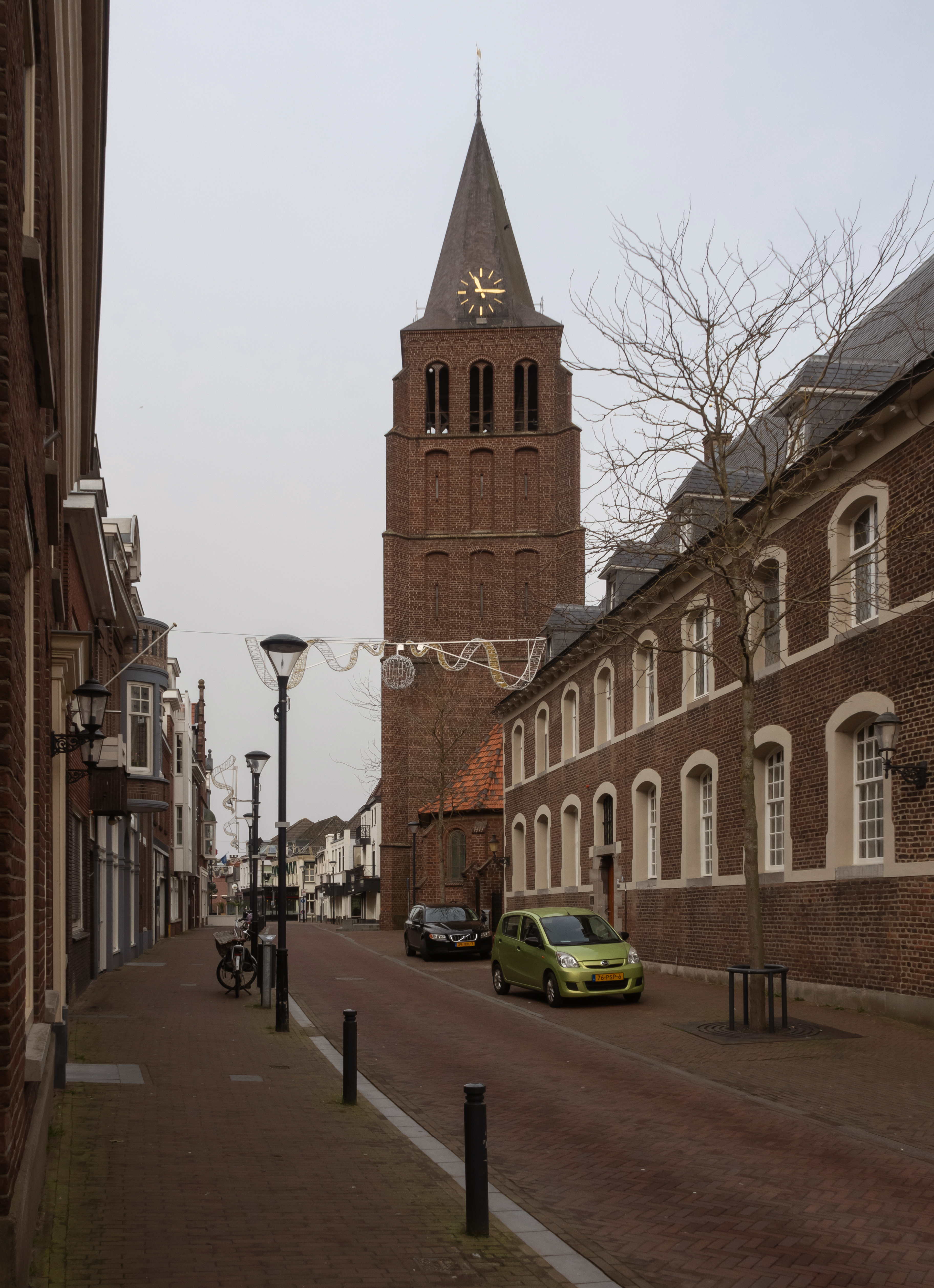
Boxmeer, de Sint-Petrusbasiliek
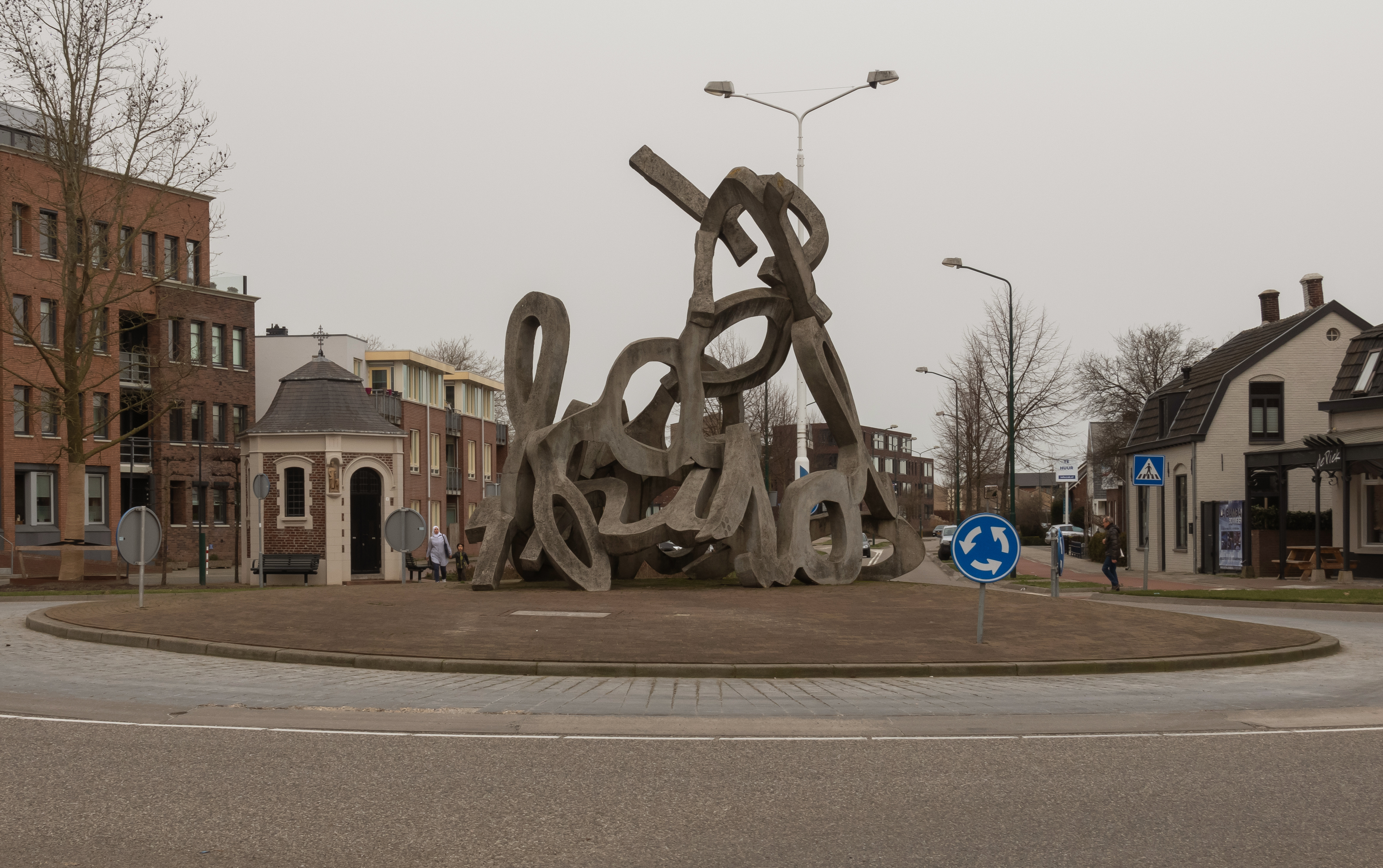
Boxmeer, sculptuur op rotonde Spoorstraat-Steenstraat met Sint-Rochuskapel op de achtergrond
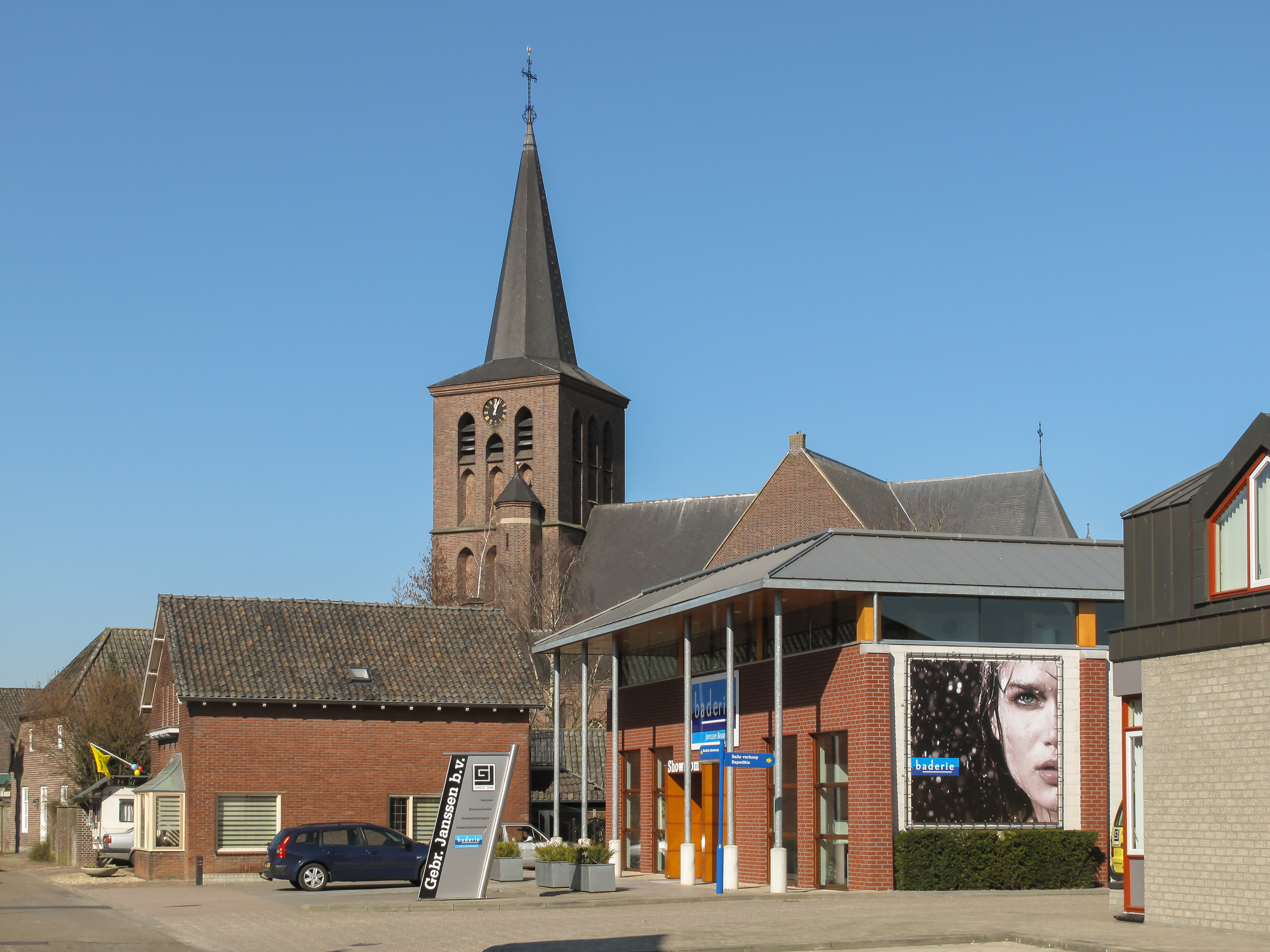
Beugen, kerk (Heilige Maria ten Hemelopneming kerk) in straatzicht
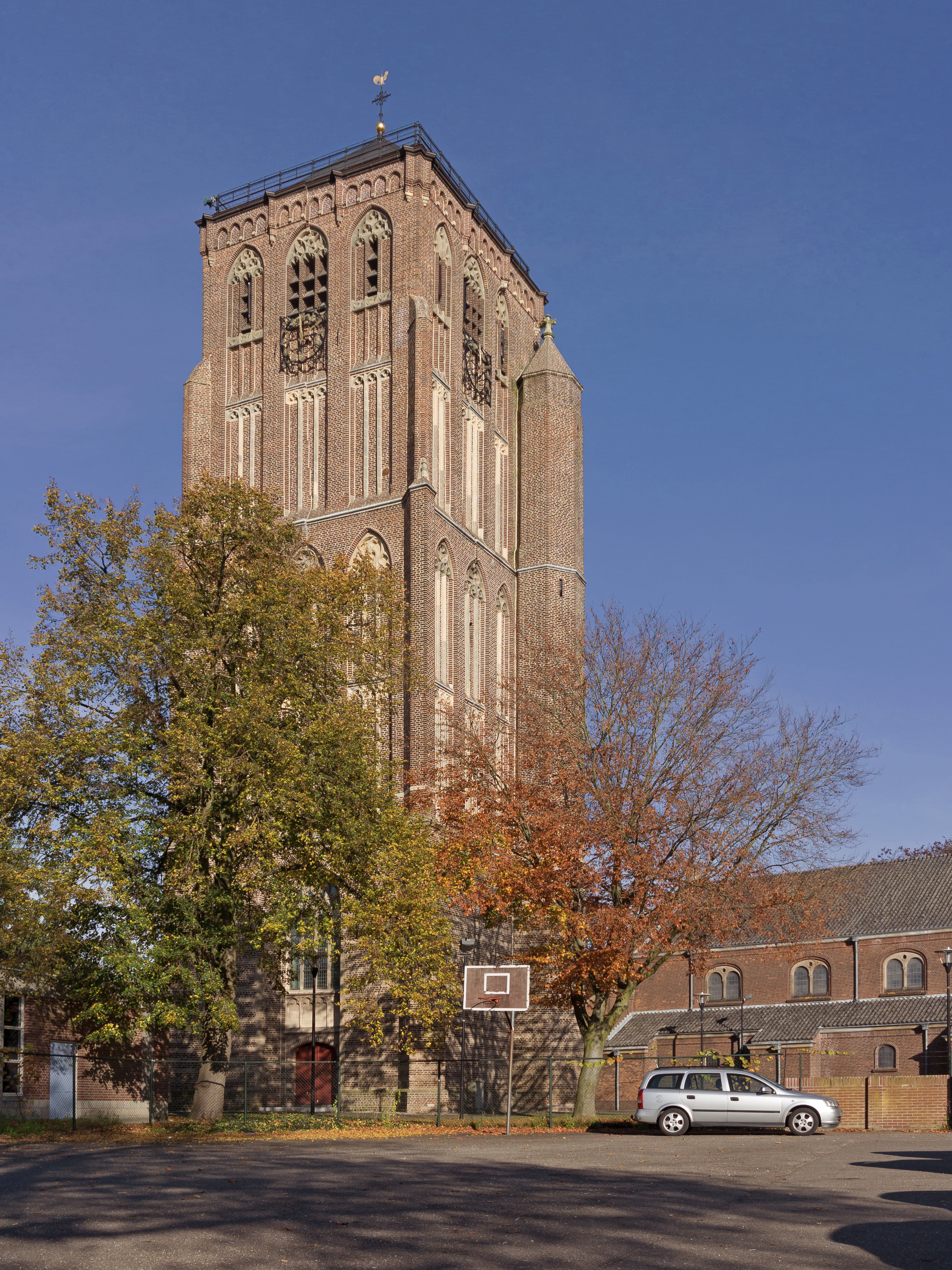
Sambeek, de toren van de Sint Jan de Doperkerk
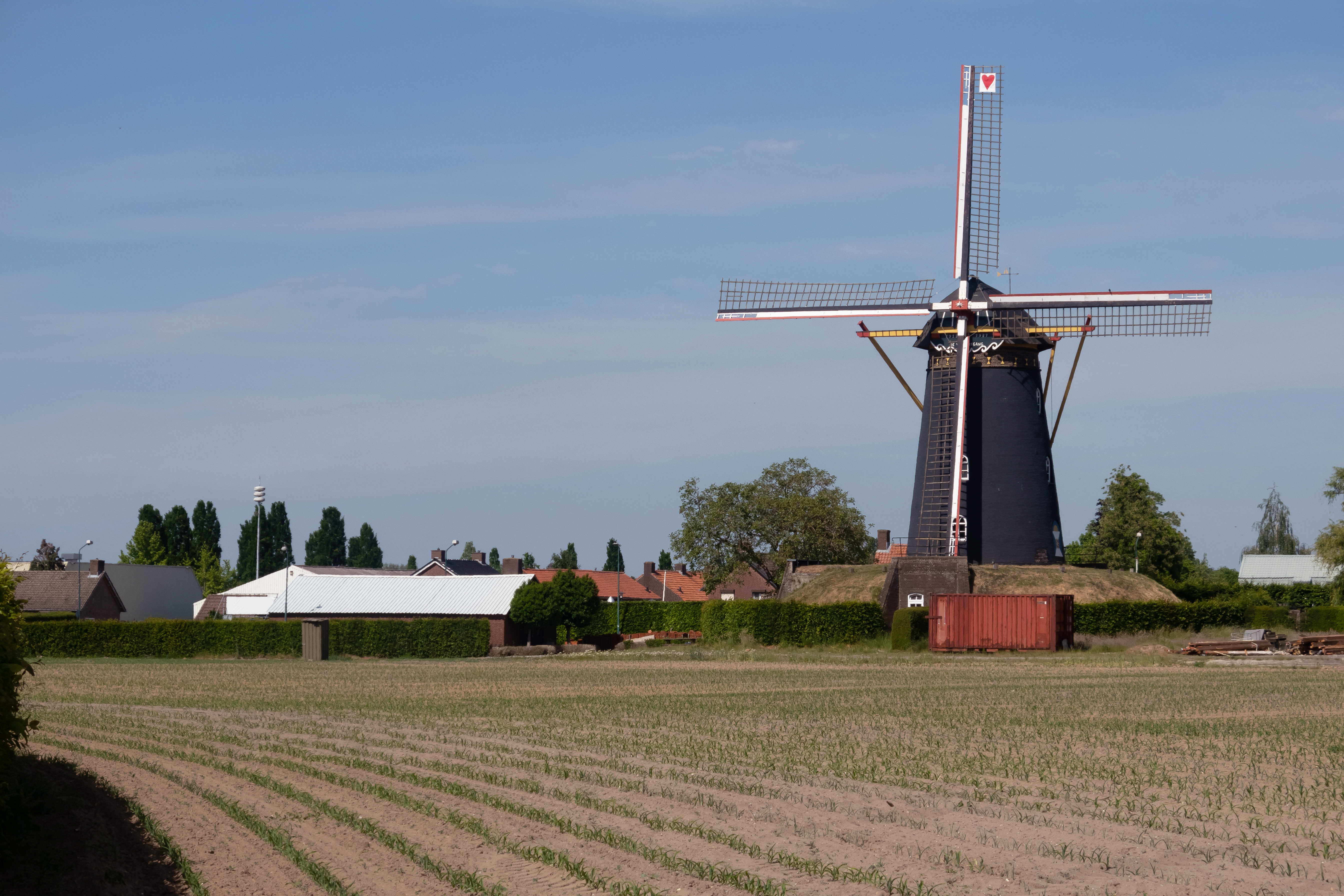
Oeffelt, molen de Vooruitgang
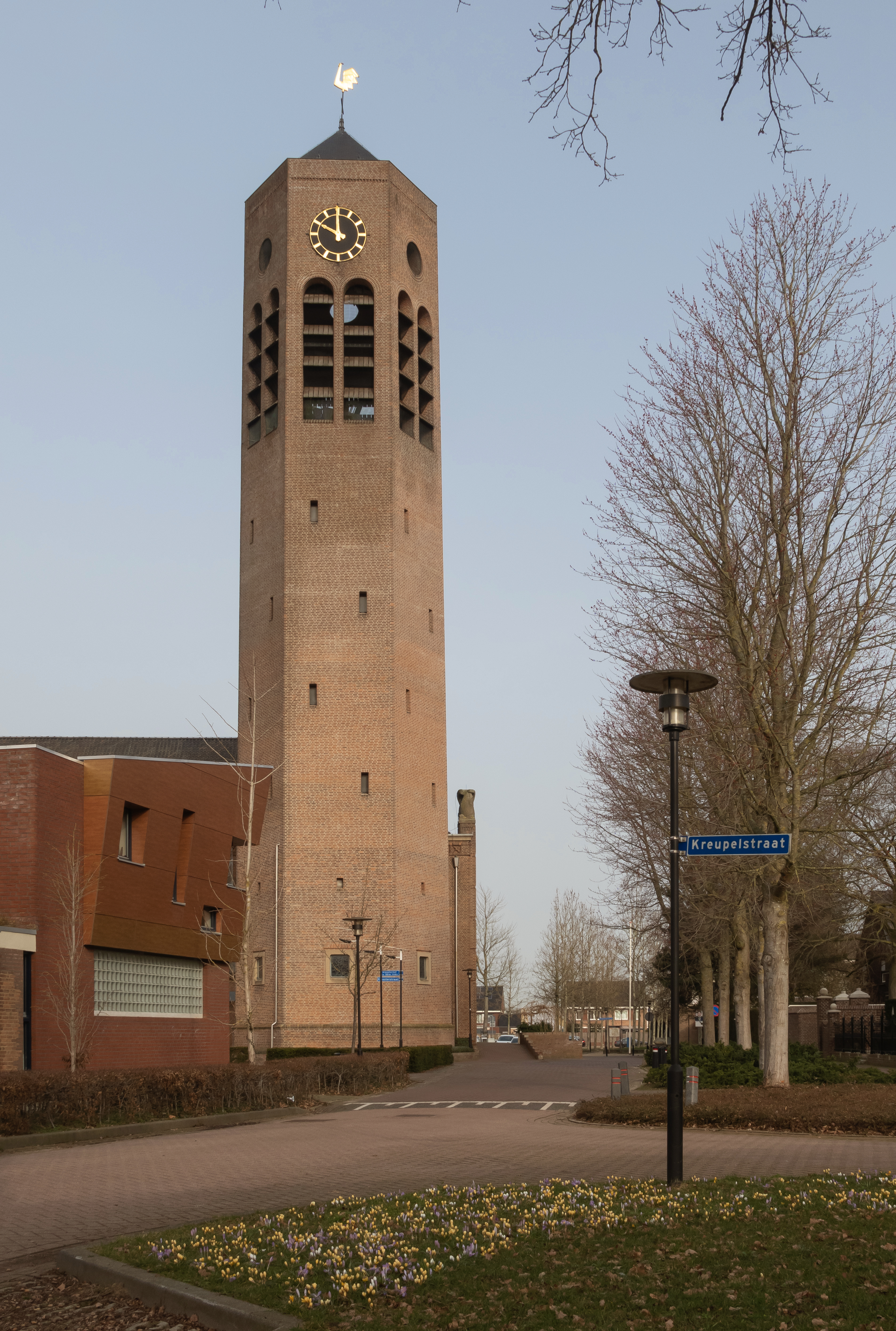
Vierlingsbeek, de Sint-Laurentiuskerk
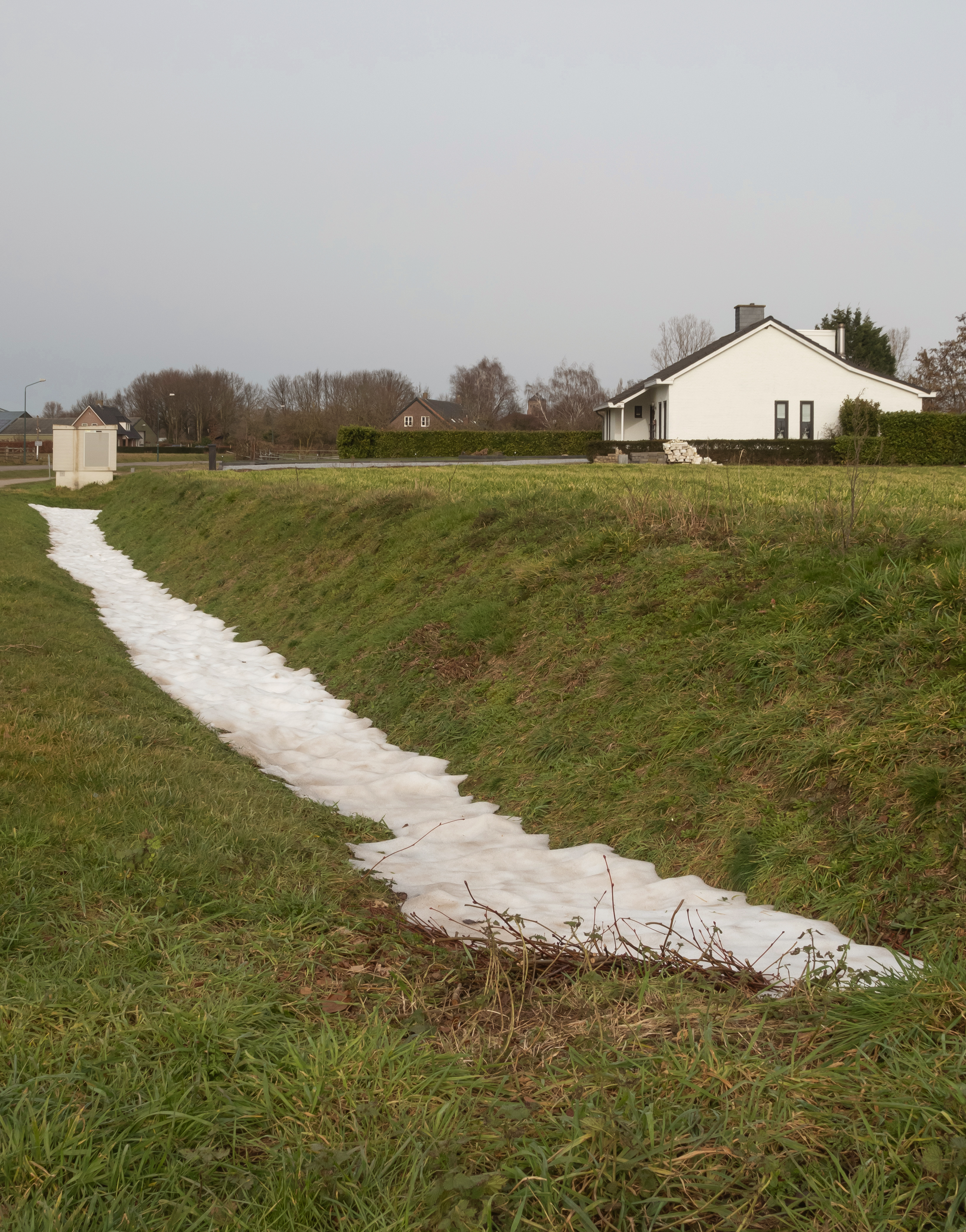
tussen Sambeek en Vortum Mullem, greppel met smeltende sneeuw

## Politiek

### Gemeenteraad
Boxmeer werd op 1 januari 1994 samengevoegd met Oeffelt, Rijkevoort en Vortum-Mullem en op 1 januari 1998 met Vierlingsbeek. Samenstelling van de Boxmeerse gemeenteraad van 1982 tot en met 2021:
| Gemeenteraadszetels                                      | Gemeenteraadszetels | Gemeenteraadszetels | Gemeenteraadszetels | Gemeenteraadszetels | Gemeenteraadszetels | Gemeenteraadszetels | Gemeenteraadszetels | Gemeenteraadszetels | Gemeenteraadszetels | Gemeenteraadszetels |
| Partij                                                   | 1982                | 1986                | 1990                | 1994                | 1998                | 2002                | 2006                | 2010                | 2014                | 2018                |
| -------------------------------------------------------- | ------------------- | ------------------- | ------------------- | ------------------- | ------------------- | ------------------- | ------------------- | ------------------- | ------------------- | ------------------- |
| CDA                                                      | 5                   | 5                   | 5                   | 5                   | 3                   | 3                   | 4                   | 6                   | 5                   | 6                   |
| SP                                                       | -                   | -                   | -                   | 2                   | 3                   | 4                   | 6                   | 4                   | 5                   | 5                   |
| Progressieve Combinatie                                  | -                   | -                   | -                   | -                   | 1                   | 1                   | 1                   | 2                   | 3                   | 2                   |
| VVD                                                      | 1                   | 1                   | 1                   | 1                   | 1                   | 1                   | 1                   | 2                   | 1                   | 1                   |
| Lokale Onafhankelijke FraktieA*                          | -                   | -                   | -                   | -                   | -                   | -                   | -                   | -                   | 4A                  | 4A                  |
| Dorpslijst Oeffelt                                       | -                   | -                   | -                   | 1                   | 2                   | 2                   | 2                   | 2                   | 4A                  | 4A                  |
| Politiek Beugen                                          | -                   | -                   | 2                   | 2                   | 2                   | 2                   | 1                   | 1                   | 4A                  | 4A                  |
| Belangengroep Rijkevoort                                 | -                   | -                   | -                   | 1                   | 1                   | 1                   | 1                   | 1                   | 4A                  | 4A                  |
| Liberaal Land van Cuijk                                  | -                   | -                   | -                   | -                   | -                   | -                   | -                   | -                   | -                   | (2)**               |
| Vijf Dorpen Belang1 / Vijf Dorpen Belang/Lijst OverloonC | -                   | -                   | -                   | -                   | 1                   | 21                  | 21                  | 3C                  | 3C                  | 3C (1)**            |
| Lijst Overloon1                                          | -                   | -                   | -                   | -                   | 21                  | 21                  | 21                  | 3C                  | 3C                  | 3C (1)**            |
| Lijst-Sambeek1 / BurgerBelangen '862                     | 1                   | 2                   | 2                   | 2                   | 2                   | 2                   | 12                  | -                   | -                   | -                   |
| Sociaal Liberaal Zakelijk                                | -                   | -                   | -                   | -                   | -                   | 1                   | -                   | -                   | -                   | -                   |
| Politiek Sambeek Vortum Mullem                           | -                   | -                   | -                   | -                   | 1                   | -                   | -                   | -                   | -                   | -                   |
| Maaskant Fractie                                         | -                   | -                   | -                   | -                   | 2                   | -                   | -                   | -                   | -                   | -                   |
| PvdA                                                     | 3                   | 4                   | 4                   | 2                   | -                   | -                   | -                   | -                   | -                   | -                   |
| Sambeeks Belang '86*                                     | -                   | -                   | 1                   | 1                   | -                   | -                   | -                   | -                   | -                   | -                   |
| Lijst-Van Benthum                                        | 4                   | 3                   | -                   | -                   | -                   | -                   | -                   | -                   | -                   | -                   |
| D66                                                      | 1                   | -                   | -                   | -                   | -                   | -                   | -                   | -                   | -                   | -                   |
| Totaal                                                   | 15                  | 15                  | 15                  | 17                  | 21                  | 21                  | 21                  | 21                  | 21                  | 21                  |
| Opkomst                                                  |                     |                     |                     |                     |                     |                     |                     | 61,70%              | 63,45%              | 62,3%               |

- Deed van 1986 t/m 2002 als Belang Boxmeer'86
  - Lof en Vijf Dorpen Belang/Lijst Overloon (1 raadslid) fuseerde in 2021 tot Team Lokaal
    - Liberaal Land van Cuijk ontstond door een afsplitsing van twee raadsleden van Vijf Dorpen Belang/Lijst Overloon

Raadsgriffier: K. Groenewoud-de Best, sinds 2019

### College B&W
Het college van B&W bestond uit:
- K.W.T. van Soest, burgemeester (VVD, sinds 2003)
- P.I.M.H. Stevens, wethouder (CDA)
- W.A.G.M. Hendriks-van Haren, wethouder (LOF[3])
- M.W.G. Verstraaten, wethouder (VDB/LO[3])
- B.A.M. de Bruin-van Vught, wethouder (CDA)

## Verkeer en vervoer

### Snelwegen
De belangrijke verkeersaders in de nabije omgeving van Boxmeer zijn de A73 en de A77.

### Spoorwegen
Door de voormalige gemeente Boxmeer ligt de Maaslijn, een spoorlijn tussen Nijmegen en Venlo met de stations te Vierlingsbeek en Boxmeer.

### Busvervoer
Door de voormalige gemeente Boxmeer rijden verschillende streek-, school- en buurtbussen van de vervoersbedrijven Arriva en Hermes.

### Luchtvaart
In het nabijgelegen Duitse Weeze is de dichtstbijzijnde internationale luchthaven.

## Partnersteden
- Sigmaringen (Duitsland)

## Aangrenzende gemeenten
| Aangrenzende gemeenten | Aangrenzende gemeenten | Aangrenzende gemeenten | Aangrenzende gemeenten | Aangrenzende gemeenten |
| ---------------------- | ---------------------- | ---------------------- | ---------------------- | ---------------------- |
| Cuijk                  |                        |                        |                        | Gennep (L)             |
|                        |                        |                        |                        |                        |
| Sint Anthonis          | Bergen (L)             |                        |                        |                        |
|                        |                        |                        |                        |                        |
|                        |                        | Venray (L)             |                        |                        |

## Cultuur

### Monumenten
In de gemeente zijn er een aantal rijksmonumenten, gemeentelijke monumenten en oorlogsmonumenten, zie:
- Lijst van rijksmonumenten in Boxmeer (gemeente)
- Lijst van gemeentelijke monumenten in Boxmeer
- Lijst van oorlogsmonumenten in Boxmeer

### Kunst in de openbare ruimte
In de gemeente zijn diverse beelden, sculpturen en objecten geplaatst in de openbare ruimte, zie:
- Lijst van beelden in Boxmeer

### Overige bezienswaardigheden
- Oorlogsmuseum Overloon
- Zoo Parc Overloon